# Бюльбюль криводзьобий
Бюльбю́ль криводзьобий (Eurillas curvirostris) — вид горобцеподібних птахів родини бюльбюлевих (Pycnonotidae). Мешкає в Західній і Центральній Африці.

## Підвиди
Виділяють два підвиди:
- E. c. curvirostris (Cassin, 1859) — від центральної Гани до західної Кенії, південних районів ДР Конго і північної Анголи;
- E. c. leonina (Bates, GL, 1930) — від Сьєрра-Леоне до центральної Гани.

## Поширення і екологія
Криводзьобі бюльбюлі живуть в тропічних лісах.